# Enéas Machado de Assis
Enéas Machado de Assis foi um radialista brasileiro, criador do Código Brasileiro de Radiodifusão, inicialmente voltado ao rádio e posteriormente ligado à televisão. Foi ainda deputado federal, quando trabalhou pela normalização do Código de Telecomunicações.

## Biografia
Enéas Machado na cidade de São Paulo no ano de 1913 e começou sua carreira na Rádio Cultura. Atuou como diretor artístico da Rádio Bandeirantes até ingressar como representante dos Diários Associados na Associação das Emissoras do Estado de São Paulo (AESP).